# Dictature de Charles de Casaulx

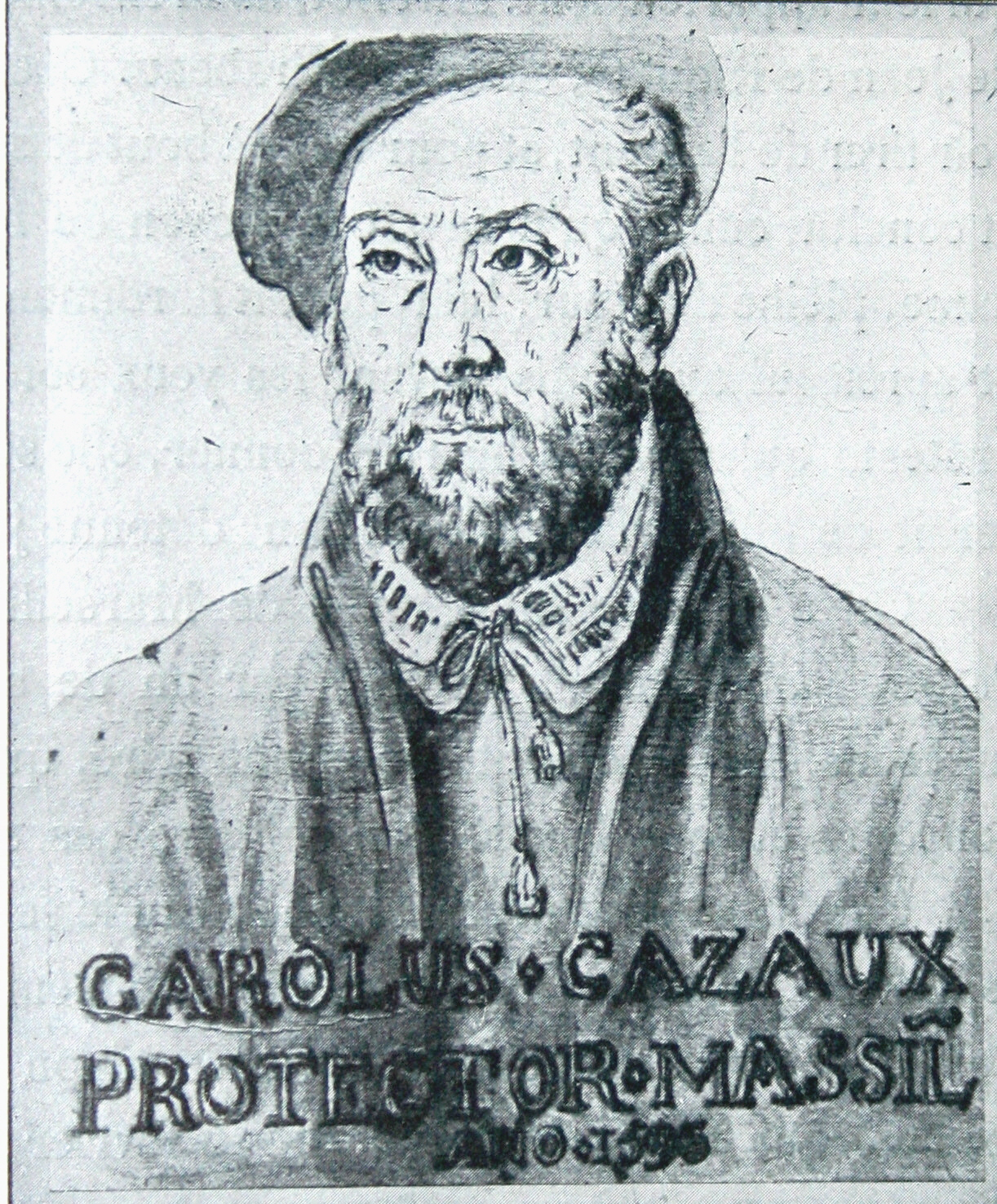
Charles de Casaulx.

La dictature de Charles de Casaulx est la période de 1591 à 1596 pendant laquelle la ville de Marseille s'affranchit, sous la conduite du premier consul Charles de Casaulx, de la tutelle du roi de France et du parlement de Provence. 
Cet épisode a lieu dans le contexte des guerres de religion, alors que Marseille a rejoint la Ligue catholique en 1588. En 1589, la ville refuse de reconnaître Henri IV comme roi et, en février 1591 Charles de Casaulx y prend le pouvoir. Casaulx exerce pendant cinq ans un pouvoir personnel et autoritaire, qui prend fin le 17 février 1596 par son assassinat par Pierre de Libertat. Selon la légende, Henri IV aurait déclaré en apprenant la soumission de la ville « C'est maintenant que je suis roi de France ! »

## Contexte
Au XVIe siècle, la Provence est soumise aux violences : par deux fois, en 1524 et 1536, Marseille subit le siège des troupes du Saint-Empire romain germanique. À cela s'ajoutent les guerres de religion : aux « Provinces-Unies du Midi » constituées à Nîmes en 1574 et qui tombent sous la coupe d'Henri de Navarre, s'oppose une Ligue catholique qui rejette la personne royale jugée incapable de s'opposer au protestantisme.
À Marseille, les négociants qui détiennent le pouvoir font preuve d'un « pragmatisme commercial » : les conflits religieux ne doivent pas empêcher le commerce, malgré les réfugiés provençaux qui fuient les guerres en venant s'abriter à Marseille. Le peuple marseillais en revanche, fervent catholique, est fermement opposé à la Réforme et la Ligue recrute dans les petits commerçants de la ville.
La situation est tendue et plusieurs groupes tentent de s'emparer du pouvoir par la force : en avril 1585, le courant pro-savoyard de la Ligue n'arrive pas à faire introduire Hubert de Vins dans Marseille puis, le 26 août 1588, les deuxième et troisième consuls, Antoine de Lenche et Jean Bousquet, royalistes, échouent à réduire l'influence des ligueurs et Lenche est mis à mort en place publique.

## La prise de pouvoir
En mars 1589, après l'assassinat du duc de Guise, Marseille adhère à la Ligue catholique. Quelques mois plus tard, quand Henri III est assassiné et qu'Henri de Navarre, chef protestant, devient roi, Arles, Aix et d'autres villes provençales se rebellent. 
À Marseille, une procession menée par les consuls se rend aux portes de la ville pour y planter une croix et signifier sa liberté à l'égard du nouveau roi. Cependant la Ligue est divisée à Marseille entre les modérés, les bigarrats, qui entendent garder la ville dans le giron français, et les radicaux menés par Charles de Casaulx. Celui-ci s'empare du pouvoir en février 1591, après l'échec d'un coup de force des bigarrats. En octobre 1591, Casaulx est élu premier consul de Marseille.